# Prospero Valeriano Manara
Prospero Valeriano Manara, né à Borgo Val di Taro le 14 avril 1714 et mort à Parme le 18 février 1800, est un littérateur et homme d'État italien.

## Biographie
Prospero Valeriano Manara naquit le 14 avril 1714, à Borgo Val di Taro, d’une famille patricienne. Dès son enfance, il donna des marques de ce caractère de douceur et de bonté qui lui valut dans la suite le surnom de Pacifique. Ses études terminées, il soulagea son père dans l’administration de ses biens, qu’il sut toujours gouverner avec le plus grand ordre, et néanmoins trouva le loisir de s’appliquer à la culture des lettres et des arts, qui firent le charme de sa vie. Il se maria jeune et devint le premier instituteur de ses enfants. Le bonheur qu’il goûtait au milieu de sa famille fut troublé par la guerre qu’occasionna la surunion des duchés de Parme et de Plaisance. Ayant voulu s’opposer aux exactions de quelques soldats français, il fut conduit avec un de ses amis en otage à Gênes, où ils devaient rester jusqu’à l’entier payement de la contribution dont Borgo Val di Taro venait d’être frappé. Mais, arrivé devant le maréchal de Richelieu, il plaida la cause de ses compatriotes avec tant d’éloquence, qu’il obtint la remise de la contribution et fut renvoyé sur-le-champ. Le nouveau souverain de Parme (don Philippe) ayant érigé dans la capitale une académie des beaux-arts, Manara en fut nommé l’un des conseillers, et, en 1759, ayant remplacé le célèbre abbé Frugoni dans les fonctions de secrétaire, il prononça, pour la distribution des prix, un Discours sur l’architecture qui fut très-applaudi. Attaché comme gouverneur au jeune infant don Ferdinand, il obtint, avec l’affection de son élève, l’estime des courtisans, et fut récompensé de ses services par la place de majordome ou intendant général. Depuis, il fut nommé commissaire pour surveiller l’exécution de la belle route ouverte en 1768, et qui communique du Pô jusqu’à Sestri au travers des Apennins. Devenu conseiller d'État, il fut enfin créé premier ministre, place qu’il remplit avec autant de zèle que de capacité. Ayant à raison de son grand âge obtenu la permission de renoncer aux affaires publiques, il se retira dans sa terre à Borgo Val di Taro, et consacra le reste de sa vie à la culture des lettres. Admirateur passionné de Virgile, il avait déjà publié la traduction en vers de ses Bucoliques ; il entreprit alors celle des Géorgiques, et ce travail, si plein de charmes pour le véritable ami de la nature, occupa doucement ses dernières années. Il mourut à Parme le 2 février 1800, à 86 ans, et fut inhumé dans Santa-Maria-Bianca, avec la pompe due à son rang. Il était membre de plusieurs académies, entre autres de celle des Arcadiens, sous le nom de Tamarisco Alagonio.

## Œuvres
Ses Œuvres, recueillies par Agustino et Domenico Manara, ses deux fils, ont été imprimées à Parme, Bodoni, 1801, 4 vol. in-8°. Le premier contient ses Poésies : ce sont des églogues, des canzone, des sonnets. Son panégyriste, le comte Antonio Cerati, met les premières à côté des églogues de Virgile, et trouve les autres dignes de Pétrarque. Le second, sa traduction des Bucoliques, imprimées séparément, Parme, 1780, in-8° ; le troisième, celle des Géorgiques ; et le quatrième, ses Discours sur les arts, avec son éloge par Filandro Cretense (nom académique du comte Cerati).